# Voloca pe Derelui, Adâncata
Voloca pe Derelui, întâlnit și sub forma Voloca (în ucraineană Волока, transliterat Voloka, în rusă Волока și în germană Woloka am Derelui sau Woloka) este un sat reședință de comună în raionul Adâncata din regiunea Cernăuți (Ucraina). Are 3,035 locuitori, preponderent români.
Satul este situat la o altitudine de 193 metri, în partea de nord a raionului Adâncata, la o distanță de 10 km de orașul Cernăuți. De această comună depinde administrativ satul Grușăuți.

## Istorie
Localitatea Voloca pe Derelui a făcut parte încă de la înființare din regiunea istorică Bucovina a Principatului Moldovei. În anul 1775, ca urmare a atitudinii de neutralitate pe care a avut-o în timpul conflictului militar dintre Turcia și Rusia (1768-1774), Imperiul Habsburgic (Austria de astăzi) a primit o parte din teritoriul Moldovei, teritoriu cunoscut sub denumirea de Bucovina. După anexarea Bucovinei de către Imperiul Habsburgic în anul 1775, localitatea Voloca pe Derelui a făcut parte din Ducatul Bucovinei, guvernat de către austrieci, făcând parte din districtul Cernăuți (în germană Czernowitz).  
După Unirea Bucovinei cu România la 28 noiembrie 1918, satul Voloca pe Derelui a făcut parte din componența României, în Plasa Cosminului a județului Cernăuți. Pe atunci, majoritatea populației era formată din români. 
Ca urmare a Pactului Ribbentrop-Molotov (1939), Bucovina de Nord a fost anexată de către URSS la 28 iunie 1940. Bucovina de Nord a reintrat în componența României în perioada 1941-1944, fiind reocupată de către URSS în anul 1944 și integrată în componența RSS Ucrainene. 
Începând din anul 1991, satul Voloca pe Derelui face parte din raionul Adâncata al regiunii Cernăuți din cadrul Ucrainei independente. La recensământul din 1989, numărul locuitorilor care s-au declarat români plus moldoveni era de 2.907 (1.060+1.847), reprezentând 92,37% din populația localității . În prezent, satul are 3.035 locuitori, preponderent români.
Locuitorii satului se ocupă aproape în exclusivitate cu crearea rochiilor de mireasă, o afacere care s-a dovedit foarte profitabilă în ultimul deceniu, satul făcându-și un nume în acest domeniu în aproape toată Ucraina și Rusia, precum și în România .

## Demografie
Componența lingvistică a localității Voloca pe Derelui
     Română (97,56%)
     Ucraineană (2,08%)
     Alte limbi (0,36%)
Conform recensământului din 2001, majoritatea populației localității Voloca pe Derelui era vorbitoare de română (97,56%), existând în minoritate și vorbitori de ucraineană (2,08%).
1989: 3.147 (recensământ)
2001: 3.028 (recensământ)
2007: 3.035 (estimare)

### Recensământul din 1930
Componența etnică a comunei Voloca pe Derelui (județul Cernăuți)
     Români (97,66%)
     Altă etnie (2,34%)
Componența confesională a comunei Voloca pe Derelui
     Ortodocși (97,24%)
     Romano-catolici (1,7%)
     Altă religie (1,06%)
Conform recensământului efectuat în 1930, populația comunei Voloca pe Derelui se ridica la 3.589 locuitori. Majoritatea locuitorilor erau români (97,66%). Alte persoane s-au declarat: germani (32 de persoane), ruteni (2 persoane), polonezi (19 persoane) și evrei (31 de persoane). Din punct de vedere confesional, majoritatea locuitorilor erau ortodocși (97,24%), dar existau și romano-catolici (1,70%). Alte persoane au declarat: greco-catolici (1 persoană), mozaici (35 de persoane) și baptiști (2 persoane).

## Personalități
- Ghideon Balmoș (1842-1913) - arhimandrit mitrofor român, paroh la Ciocănești (1870-1874), la Jadova (1874-1884) și la Vatra Dornei (1884-1904), protopresviter districtual al Câmpulungului (1901-1906), proistos al asistenților de la Mănăstirea Sfântul Ioan cel Nou de la Suceava (1904-1913), deputat în Dieta Bucovinei (1891-1892, 1901-1904);
- Leo Stern (1901 - 1982), activist comunist;
- Dina Cocea (n. 1944) - actriță din Republica Moldova
- Ion Paulencu (n. 1940) - interpret, solist al Operei Naționale
- Manfred Stern (1896-1954) spion, aventurier, revoluționar bolșevic.
- Rohovei Paun

## Obiective turistice
În sat există o biserică de lemn veche de peste 200 de ani. 